# Eugène Demolder
Eugène Demolder est un écrivain belge d'expression française né à Molenbeek-Saint-Jean le 16 décembre 1862 et mort à Essonnes le 9 octobre 1919. Il était à la fois romancier, conteur et critique d’art.

## Biographie
Après des études de droit, Eugène Demolder s'inscrit au Barreau de Bruxelles. En 1895, il épouse Claire Rops, fille de Félicien Rops. Il est nommé juge de paix en 1897. Il meurt à Essonnes, dans l'ancienne demeure de son beau-père.

### Fin de vie
Journal de Paul Léautaud au 22 novembre 1928 (c'est Alfred Vallette qui parle) : « Demolder avait écrit de très beaux livres : La route d’Émeraude, Le Jardinier de la Pompadour. Il voulait écrire un livre sur le Directoire. Il avait mis deux ans à se documenter. Et vous savez, sérieusement. Demolder ne faisait pas les choses à la légère. Il fallait que ce fût parfait. Tout à coup, malade, presque gâteux. Il se remet à peu près, mais si diminué, qu’il ne pouvait plus écrire que de toutes petites choses, vingt lignes, trente lignes. Plus, cela flanchait, la tête n’y était plus. Et le pire, c’est qu’il s’en rendait compte. Il savait que c’était fini. Plus moyen d’écrire un livre, ce livre en vue duquel il avait tant travaillé. Alors, de temps en temps, il relisait son cahier de notes. Voilà ce que je trouve vraiment triste : un homme de talent, devenu incapable d’écrire, et s’en rendant parfaitement compte. »

## Œuvres

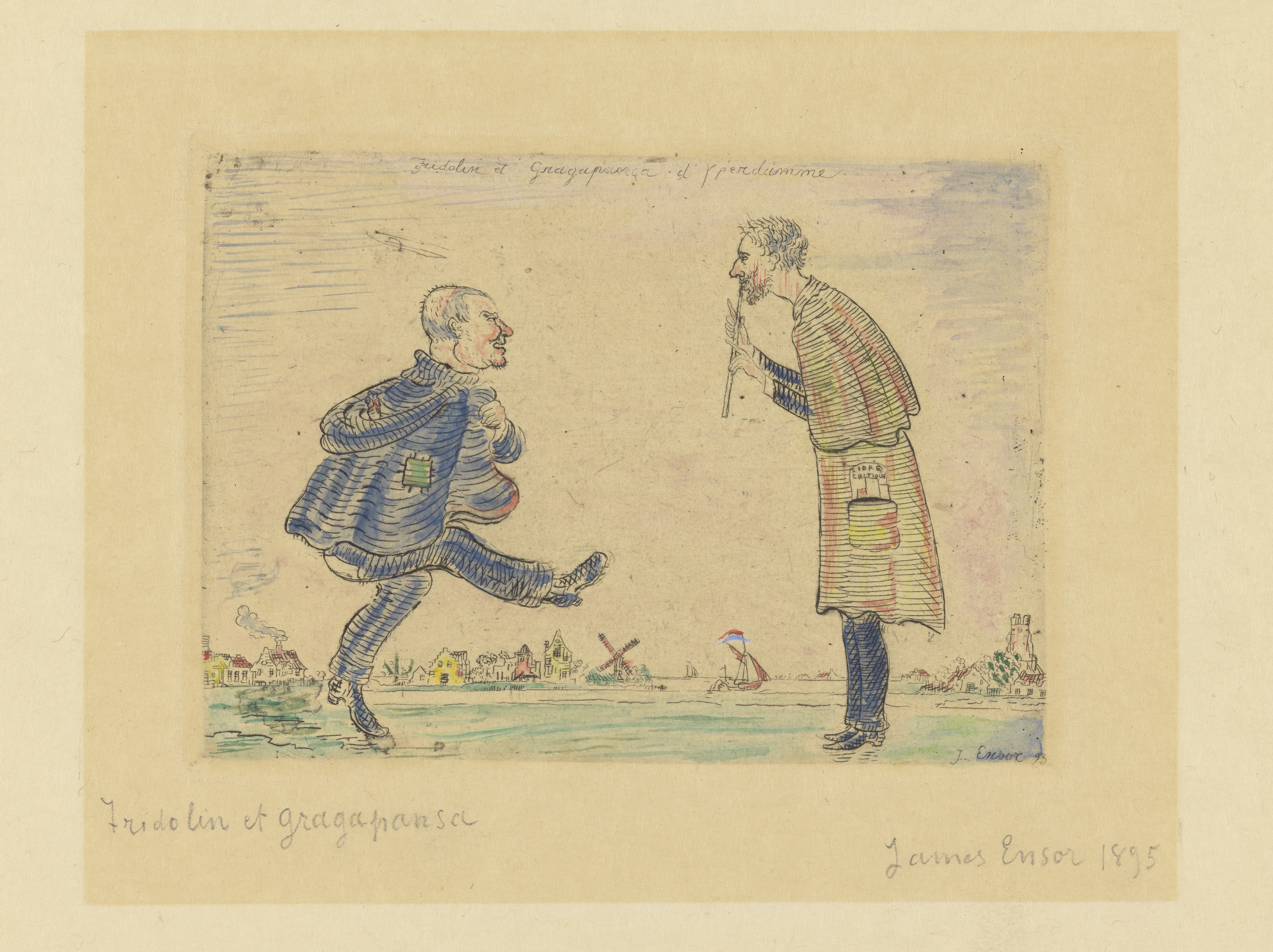
Fridolin et Gragapanca d'Yperdamme; alias pour James Ensor et Eugène Demolder (livre: La Légende d'Yperdamme)

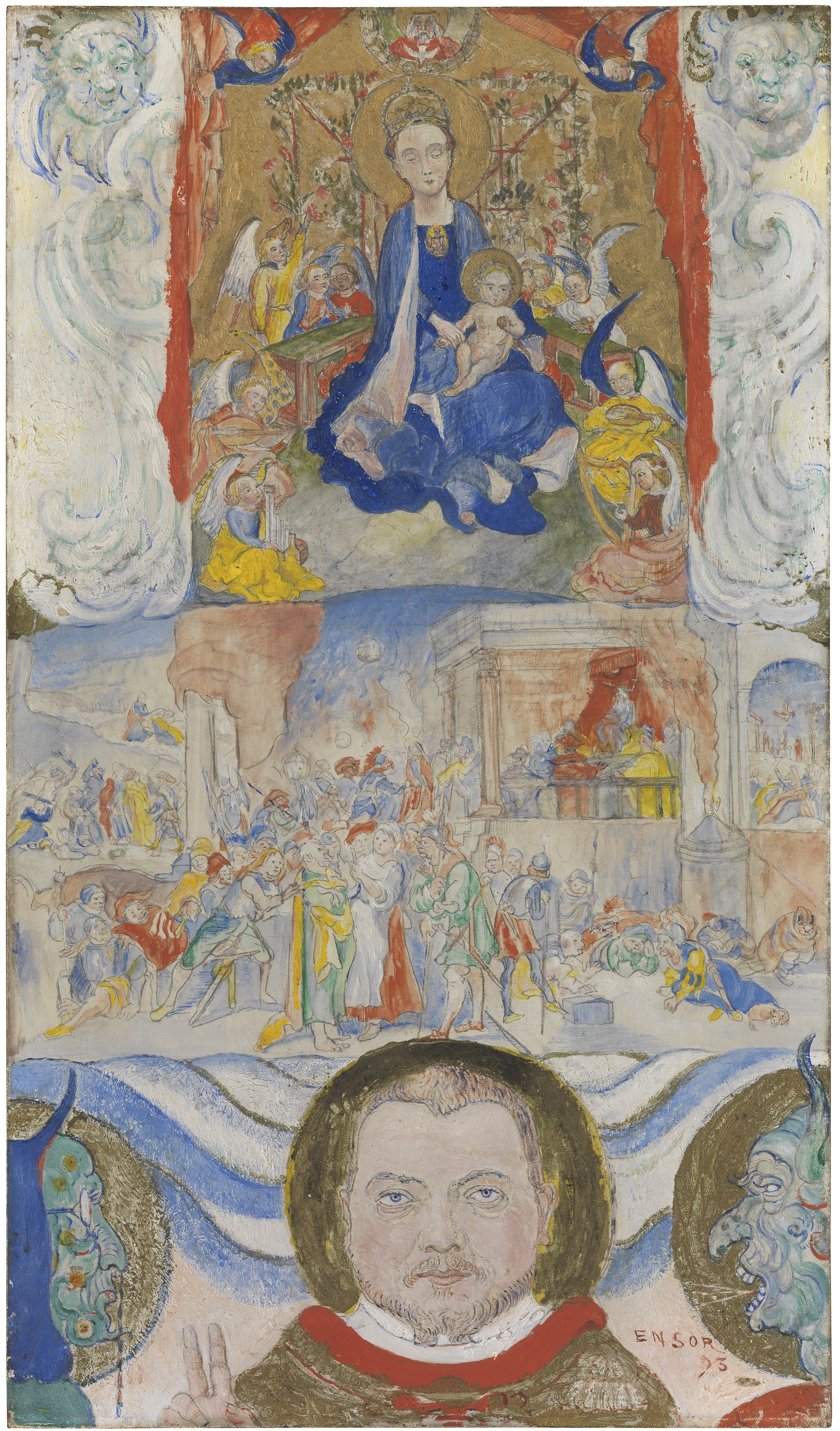
Portrait d'Eugène Demolder par James Ensor (1893), Groeningemuseum.

- 1889 - Impressions d'art : études, critiques, transpositions, Bruxelles, des presses Madame Veuve Monnom.
- 1890 - La Nocturne de Malbertus, conte de Noël, Bruxelles, Imprimerie Veuve Monnom.
- 1891 - Le Massacre des innocents, conte enfantin, Bruxelles, Imprimerie Veuve Monnom.
- 1891 - Les Matines de Marie-Madeleine", conte de Pentecôte, Bruxelles, Imprimerie Veuve Monnom.
- 1891 - Contes d'Yperdamme, Bruxelles, Paul Lacomblez. [Lire en ligne sur Gallica]
- 1892 - James Ensor, Bruxelles, Paul Lacomblez.
- 1893 - Récits de Nazareth, Bruxelles, Charles Vos.
- 1894 - Félicien Rops, étude patronymique, Paris, René Pincebourde.
- 1896 - Le Royaume authentique du grand Saint Nicolas, illustré par Claire et Félicien Rops, Paris, édition du Mercure de France.
- 1896 - La Légende d'Yperdamme, Paris, Mercure de France.  [Lire en ligne sur Gallica]
- 1897 - Quatuor, Paris, Mercure de France.
- 1897 - Sous la robe, notes d'audience, de palais et d'ailleurs, d'un juge de paix, Paris, Mercure de France.
- 1899 - La Mort aux berceaux, Paris, Mercure de France.
- 1899 - La Route d'émeraude, Paris, Mercure de France.
- 1900 - Die Stimme des Blutes, Insel Verlag Leipzig
- 1901 - Le Cœur des pauvres, Paris, Mercure de France.
- 1901 - Trois contemporains : Henri de Brakeleer, Constantin Meunier, Félicien Rops, Bruxelles, Edmond Deman[1]
- 1901 - Constantin Meunier, Bruxelles, Edmond Deman[2]
- 1901 - Les Patins de la reine de Hollande, Paris, Mercure de France.
- 1901 - L'Agonie d'Albion, Paris, Mercure de France. [Lire en ligne sur Gallica]
- 1904 - L'Arche de Monsieur Cheunus, Paris, Mercure de France.
- 1904 - Le Jardinier de la Pompadour, Paris, Mercure de France.  [Lire en ligne sur Gallica]
- 1906 - L'Espagne en auto, Paris, Mercure de France.[Lire en ligne sur Gallica]

## Préfaces
- 1889 - Amédée Lynen, Kermesses,  Bruxelles, Imp. Lombaerts, Ch. Vos édit. Préface d’Eugène Demolder. Lettre de Félicien Rops.
- 1896 - Amédée Lynen, Bruxelles en douze lithographies, Bruxelles, H. Lamertin éditeur, texte imprimé par Mme Veuve Monnom. Préface d’Eugène Demolder.
- 1902 - Léopold Courouble, La Famille Kaekebroeck. Mœurs bruxelloises, Bruxelles, Paul Lacomblez. Préface d'Eugène Demolder.
- 1904 - James Ensor, Les péchés capitaux, Bruxelles, Imprimerie Van Campenhout. Préface d'Eugène Demolder.

## Collaborations
- 1911 - Eugène Demolder et Alfred Jarry, Pantagruel, Opéra bouffe en cinq actes et six tableaux, musique de Claude Terrasse, Paris, Société d'éditions musicales.[Lire en ligne sur Gallica]

## Adaptations
- 1909 - Jean Richepin, La Route d'émeraude, pièce en cinq actes, en vers, d'après le roman d'Eugène Demolder, Paris, L'Illustration.